# Bitwa pod Ahmed Khel
Bitwa pod Ahmed Khel – starcie zbrojne, które miało miejsce 19 kwietnia 1880 w trakcie II wojny brytyjsko-afgańskiej, stoczone podczas marszu generała Stewarta z Kandaharu do Kabulu.
Oblężenie armii brytyjskiej generała Robertsa w obozie pod Kabulem w grudniu 1879 r., mimo iż ostatecznie zakończone odwrotem Afgańczyków, skłoniły władze kolonialne w Kalkucie do szukania sposobu na wycofanie się z Afganistanu. Brytyjczycy mieli znaleźć nowego emira (po sześciu miesiącach został nim Abdur Rahman Chan), po czym wycofać się z Afganistanu. Ich garnizony miały pozostać tylko w Kandaharze, który miał stanowić odrębne państwo pod kontrolą brytyjską.
W Kandaharze stacjonowały oddziały Armii Bengalu pod dowództwem generała-porucznika Donalda Stewarta. Miał on do dyspozycji trzy brygady. Brygadę Kawalerii brygadiera-generała Pallisera stanowiły 19 pułk bengalskich lansjerów, 19 pułk bengalskiej piechoty oraz bateria A Królewskiej Artylerii Konnej. 1 Brygadą dowodził brygadier-generał Barter. W jej skład wchodziły 1 pułk kawalerii Pendżabu, 2/60 pułk strzelców, 15 i 25 pułk bengalskiej piechoty oraz 11 bateria Królewskiej Artylerii. W skład 2 Brygady (dowódca brygadier-generał Hughes) wchodził 2 pułk kawalerii Pendżabu, 59 pułk piechoty, 2 pułk piechoty Sikhów, 3 pułk Gurkhów oraz dwie baterie Królewskiej Artylerii. Łącznie 7 200 żołnierzy.
Na początku 1880 r. Stewart otrzymał rozkazy z Kalkuty nakazujące mu opuszczenie Kandaharu i marsz do Kabulu. W Kandaharze miały zastąpić Stewarta nadciągające z Indii oddziału Armii Bombaju. Stewart miał połączyć się w afgańskiej stolicy z Siłami Polowymi Kabulu generała Robertsa i wspólnie, przez przełęcz Khyber, wycofać się z Afganistanu.
Stewart opuścił Kandahar 27 marca. Do Ghazni Armia Bengalu miała maszerować w dwóch kolumnach, po obu stronach rzeki Tarnak. Odległość między kolumnami wynosiła 1 dzień. 6 i 7 kwietnia kolumny minęły Kalat-i-Ghilzai. Im bliżej Kabulu tym bardziej narastał opór Afgańczyków. Armia Bengalu wkroczyła do prowincji Ghazni, kontrolowanej przez Mohammeda Jana, inicjatora wystąpienia przeciwko Brytyjczykom jesienią 1879 r. Afgańczycy niszczyli wioski i zapasy na trasie marszu armii Stewarta.
Stojąc w obliczu licznych sił nieprzyjaciela Stewart połączył swoje oddziały. Marsz został wznowiony 18 kwietnia. Następnego dnia Brytyjczycy znaleźli się w pobliżu Kabulu. Uformowano nowy szyk marszowy. Na czele szła brygada Pellisera, następnie Stewart ze swoim sztabem, brygada Hughesa, a na końcu kolumna transportowa eskortowana przez brygadę Bartera. Po dotarciu do wioski Mashaki kolumna zatrzymała się na śniadanie. Podczas posiłku Stewart otrzymał informację o znacznych siłach afgańskich obsadzających okoliczne wzgórza.
Stewart natychmiast wysłał rozkazy do Bartera, którego brygada wciąż znajdowała się 5 mil od głównych sił, aby przysłał część swoich żołnierzy. Jednak atak na afgańskie pozycje miał być przeprowadzony bez czekania na posiłki. W centrum stanęła piechota, na prawym skrzydle 2 pułk kawalerii Pendżabu oraz szwadron 19 pułku bengalskich lansjerów, a na lewej flance 1,5 szwadronu 19 pułku bengalskiej kawalerii.
Zanim piechota brytyjska zdążyła przygotować się do natarcia zaatakowali Afgańczycy. Równocześnie znaczne siły afgańskie zaatakowały bengalskich lansjerów, którzy cofnęli się, wprowadzając zmieszanie w 3 pułk Gurkhów. Przez pewien czas siłom Stewarta groziło okrążenie, ale piechota utrzymała swoje pozycje. Na prawym skrzydle sukcesy odniósł 2 pułk kawalerii Pendżabu, a nadciągający 1 pułk kawalerii Pendżabu z brygady Bartera odbudował lewą flankę.
Ogień karabinowy piechoty spowodował spore straty w szeregach afgańskich i atakujący zostali zmuszeni do cofnięcia się, a następnie do ucieczki. Brytyjczycy stracili 115 ludzi, Afgańczycy ok. 3 000. Stewart wstrzymał pościg swojej kawalerii do czasu sformowania kolumny. Następnie Armia Bengalu ruszyła do Nani. Po przybyciu do tego miasta wysłał do Ghazni kawalerię, która bez walki zdobyła miasto. Po krótkim pobycie w tym mieście Armia Bengalu przybyła do Kabulu, gdzie Stewart, jako starszy stopniem, przejął dowodzenie od Robertsa.